# Eli Riva
Eli Riva (Rovenna, 21 novembre 1921 – Como, 12 febbraio 2007) è stato uno scultore italiano.

## Biografia
Si formò nelle botteghe artigiane di sbalzo e di cesello negli anni precedenti la seconda guerra mondiale. Nell'arte del cesello introdusse importanti innovazioni, portando le opere dalle piccole alle grandi dimensioni, con la realizzazione di ampi pannelli e di portali. Fin dalla prima giovinezza il suo valore venne riconosciuto, con la segnalazione ai "Ludi Iuveniles" di Firenze nel 1938 e con il primo premio ai “Littoriali del Lavoro” di Torino nel 1939.
Fu a Milano negli anni di guerra, ospite dell'Opera Cardinal Ferrari come studente- lavoratore.
Frequento' le Accademie serali (Brera, "del Castello", Cimabue) e conseguì nel 1944 il diploma presso il liceo artistico di Brera.
A parte un soggiorno culturale a Parigi col pittore Francesco Brignole D'Arena alla fine degli anni '40 e due anni di permanenza lavorativa nella vicina Svizzera Italiana, trascorse l'intera vita a Como, in un sempre più attento coinvolgimento nella propria ricerca espressiva e nel progressivo disinteresse per i circuiti mercantili dell'arte.
Si occupò anche di architettura con la progettazione di soluzioni presbiteriali nelle nuove chiese post-conciliari, e di urbanistica con progetti per la riqualificazione di luoghi dismessi, in particolare con due progetti per piazza Cavour a Como, nel 1975 (concorso vinto) e nel 1984 . Progetti non eseguiti.
Erede dei Magistri cumacini, scolpiva a “taglio diretto” nel marmo, nel granito e nel legno, senza modelli preparatori, passando dal figurativo all'astratto in un percorso graduale, a partire dagli anni '50. Nell'ultimo periodo della sua vita si è dedicato particolarmente al disegno. Tra i suoi portali, quello a Diano Marina, al Santuario di Nostra Signora della Rovere di San Bartolomeo al Mare (1956) e nella "Via Crucis" di Madrona (1953).

È stata fondata un'associazione in suo nome.

## La specificità artistica e i periodi di attività
L'arte di Eli Riva non è pensabile senza un riferimento specifico alla manualità. Scultore d'altri tempi – ultimo erede, come è stato scritto,dei Magistri Cumacini – ha fatto tutto con le proprie mani, senza altri strumenti che quelli della tradizione, disegnando molto, e scolpendo “ a taglio diretto “ nel marmo, nel granito e nel legno, senza modelli preparatori, vedendo la forma entro il blocco. Con un percorso personale intenso e silenzioso, ma ricettivo di tutte le istanze artistiche del XX secolo, ha traghettato la sua scultura dal “pieno” al “vuoto”, dal figurativo all'astratto, con un percorso graduale, capace di palesare la geometria che ogni forma sottende in maniera dominante, portando alla luce le energie e le dinamiche che rendono vitale la materia inerte.
Le sue prime prove artistiche si sviluppano nella cultura dei “Valori plastici” e del “Novecento”(egemone fino agli anni del secondo conflitto mondiale), con opere di un figurativo essenziale di ascendente neoplatonico, raggiungendo l'interazione della sostanza solida con la luce; per evolvere, nel dopoguerra, verso prosciugate forme espressioniste prima, e informali più tardi. Negli anni '60 lo scultore si stabilizza nella ricerca astratta, dando vita, a partire dal 1975 a una fase che segnerà tutto il suo percorso negli anni seguenti, con lo sviluppo delle opere in serialità. Da una prima idea originaria egli trarrà una serie consistente di reinterpretazioni del tema: le Arfalle, i Rotori, i Moduli, le Fionde negli anni '80, per finire con le Case degli Angeli negli anni '90. Nell'ultimo periodo della sua vita si è dedicato particolarmente al disegno.

## Le opere

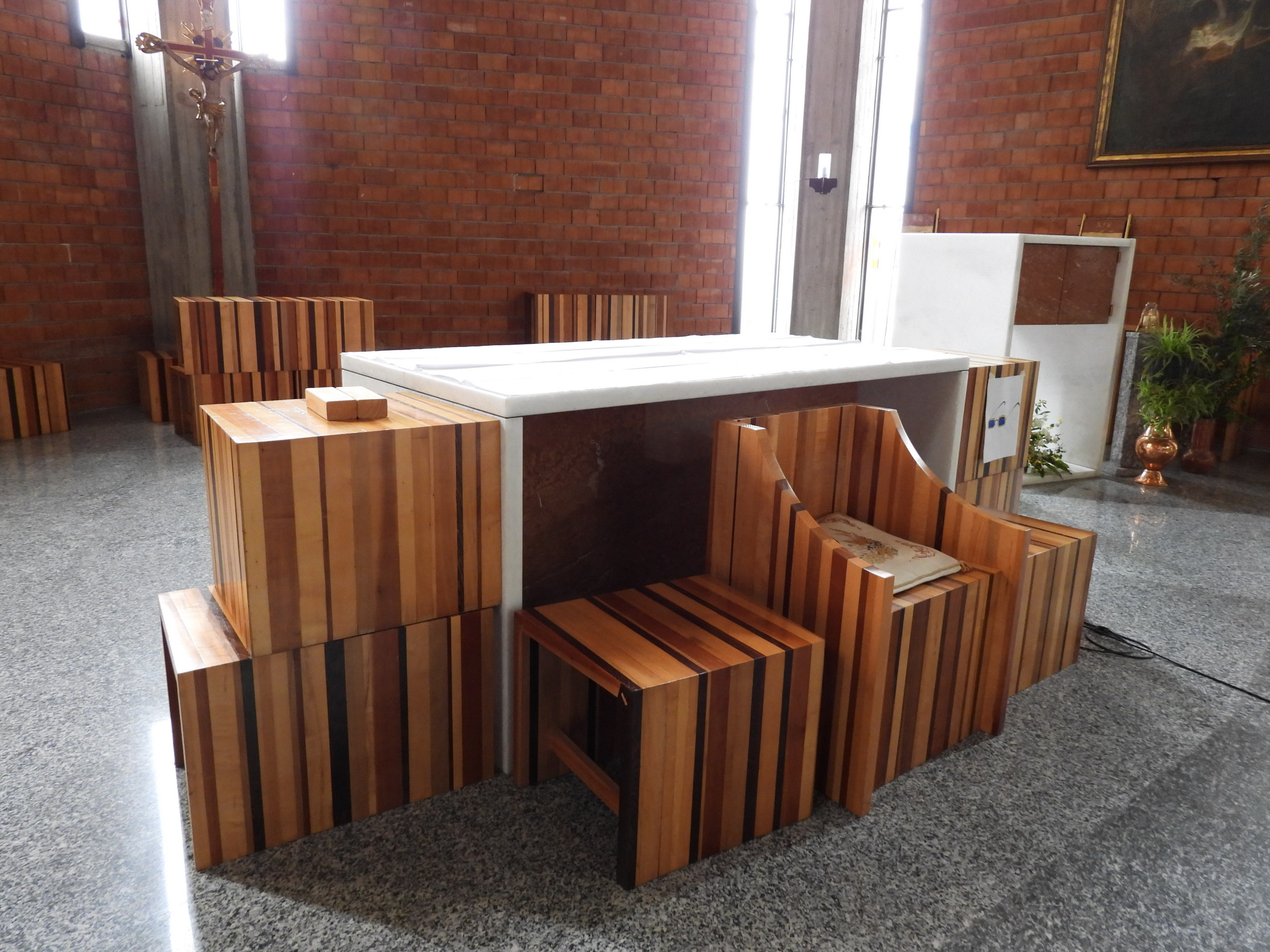
L'altare in legno nella chiesa di San Francesco a Blevio.

- Via Crucis in rame per la chiesa di Madrona, Cernobbio – Como (1953)
- Via Crucis in marmo per l'Abbazia di Sant'Elia a Pianisi – Campobasso (1953)
- Portale in rame per la Parrocchiale di Diano Marina - Imperia - 1956
- Portale in rame per il Santuario di Nostra Signora della Rovere a Diano Marina – Imperia (1956)
- Grandi piastre per i condomini di viale Varese, di via Manara e di via Zamenoff a Como (1957)
- Monumento ai caduti di Montesolaro – Como (1960)
- Pala d'altare in travertino, Tabernacolo e scultura per la nuova chiesa di San Giuseppe a Como (1963)
- Portale in bronzo per la chiesa arcipretale di Chiasso – Conf. Elvetica (1965-67)
- Presbiterio, sculture, arredi e vetrate per la chiesa di Sant'Agata a Como (1965-68)
- Acquasantiere in marmo nel 1975. Rimodernizzazione dell'intero presbiterio: altare, tabernacolo, arredi e seggiola vescovile in legno intarsiato a colori nel 1982. Blevio (Como).
- Presbiterio, parete in vetro con funzione schermante, sculture e arredi, teca marmorea a protezione di pittura iconografica del XV secolo. 1982 Lipomo (Como).
- Grande verticale in bronzo per la sede Cariplo di Como (1982)
- Monumento al papa Innocenzo XI in via Odescalchi a Como (1994)
- Monumento in memoria di Francesco Casati per l'Università dell'Insubria a Como (1999)
- 14 opere cimiteriali in Como e nel territorio: Tombe e cappelle, di cui nove di carattere figurativo, e cinque con simbologia astratta.
- Opere seriali a partire dal 1975 ("Arfalle", "Rotori", "Moduli", "Fionde", "Case degli Angeli") nelle collezioni private e nello studio dello scultore di via Masaccio.

## Le esposizioni
Tra le principali personali è necessario ricordare quella alla Galleria Bergamini di Milano (1953), alla Galleria Pianella di Cantu'(1968), alla Galleria Mosaico di Chiasso (1977), al salone espositivo di San Pietro in Atrio – personale offerta dal Comune di Como per celebrare i settant'anni dell'artista, con catalogo Electa – (1991 -le Fionde). A “la Caravella”di Como espone disegni (1960 e 1962), alla Galleria Visconti di Lecco i Moduli , in legno di magnolia(1979) , alla Galleria Le Colonne di Como i Rotori (1980), alla Biblioteca Comunale di Uggiate Trevano moduli e fionde.
Tra le collettive è da segnalare la partecipazione alla Quadriennale Romana nel 1951/52; l'esposizione al Centro Culturale San Fedele a Milano nel 1951 con “segnalazione”(Presidente della Giuria Carlo Carrà); le Mostre Sindacali : a Como nel 1950, Regionali a Milano (Primo premio ex aequo) nel 1951. Nel 1956 partecipa alla mostra “Lavoro e fede” , e nel 1957 alla mostra “Pittura e scultura nell'arredamento”, entrambe allestite alla Villa Olmo di Como. Nel 1978 a “Campo Aperto” a Giussano(CO), e a “Umanità di un mondo inanimato” nella piazza Cavour di Como. Nel 1980 partecipa alla mostra Internazionale “Biennale di Arese”, allestita alla Villa Reale di Monza .
Dopo la morte,a cura della famiglia nel 2009, due retrospettive dal titolo “Opera Grafica” : a Carimate (CO) e allo Spazio Pifferi in Como

## I premi
- Segnalazione ai Ludi Iuveniles dell'Arte a Firenze nel 1938
- Primo premio in danaro ai Littoriali Nazionali del Lavoro a Torino nel 1939
- Primo premio “Architetto Terragni per la scultura” alla Mostra per Giovani Y.M.C.A., allestita nella ex Casa del Fascio a Como nel 1950(Presidente della giuria Mario Radice)
- Primo premio ex aequo alla Mostra Sindacale Regionale all'Arengario di Milano nel 1951
- Segnalazione alla Mostra di Arte Sacra alla Galleria San Fedele a Milano nel 1951 (Presidente della giuria Carlo Carra')